# Ōkami
Ōkami (大神?, Ōkami, lett. grande dio o un gioco di parole per lupo) è un videogioco d'azione del 2006, sviluppato da Clover Studio e pubblicato da Capcom per PlayStation 2 e PlayStation 3. Nel 2008 ne è stata realizzata anche una versione per Wii, curata dai Ready at Dawn. Il 12 dicembre 2017 è stata distribuita una versione rimasterizzata per PlayStation 4, Xbox One e PC in Europa e Nord America, mentre il 13 dicembre dello stesso anno viene reso disponibile in Giappone. Una versione per Nintendo Switch è uscita il 9 agosto 2018.
Ambientato in un non specificato periodo del Medioevo giapponese, Ōkami unisce miti e leggende per raccontare la storia di una terra che si salvò dall'oscurità grazie alla dea del sole shintoista Amaterasu, scesa nel mondo degli umani sotto forma di lupo bianco. Il gioco presenta una grafica cel-shaded ispirata allo stile pittorico sumi-e (unito ai colori vivacissimi del teatro kabuki), e si sviluppa attorno al "pennello celestiale", una particolare tecnica divina che permette di compiere miracoli semplicemente disegnando.

Il gioco ha vinto nel 2006 il titolo di Gioco dell'anno da parte di IGN.

## Trama
Il gioco è ambientato nella storia classica giapponese ed inizia con un flashback di 100 anni prima quando Shiranui, un lupo bianco, insieme a Nagi, uno spadaccino, sconfisse il demone con otto teste Orochi per salvare il villaggio Kamiki e la ragazza Nami, della quale Nagi è innamorato, riuscendo a sigillare il demone tramite la magia, Tsukuyomi. Nonostante la vittoria, però, Shiranui, ferito e avvelenato durante il combattimento con Orochi, muore poco dopo.
Nel presente Susano, un discendente di Nagi, libera senza volerlo Orochi ed il demone fugge, spargendo le tenebre per il mondo intero e distruggendo ogni forma di vita. Per risolvere la situazione Sakuya, lo spirito della foresta guardiano del villaggio Kamiki, invoca Amaterasu, dea del sole e reincarnazione del lupo bianco Shiranui, per chiederle di rimuovere la maledizione che ricopre la terra. Accompagnato dall'artista Issun, Amaterasu riuscirà a riportare la terra alla sua bellezza iniziale. Amaterasu è costantemente braccata da Waka, uno strano e potente individuo avente il dono della predizione che la stuzzica. Durante il viaggio Amaterasu deve localizzare alcune divinità celestiali che donano al protagonista dei poteri per aiutarlo durante la sua missione.
Ben presto Amaterasu, insieme a Susano, deve lottare contro Orochi per proteggere ancora una volta, come 100 anni prima, il villaggio Kamiki e salvare Kushi, della quale Susano è innamorato. Questa volta i due riescono a sconfiggere completamente il demone, liberando uno spirito demoniaco che si dirige verso nord. Amaterasu intanto continua a rimuovere la maledizione dalla terra, sconfiggendo altri demoni che rilasciano una presenza demoniaca simile a quella di Orochi. Alla fine Amaterasu riesce ad arrivare a nord e a trovare la fonte del potere demoniaco, il relitto di una nave capace di navigare tra le stelle, chiamata "l'arca di Yamato".
In quel momento appare Waka e si rivela come un membro della tribù della luna, una razza che costruì l'arca di Yamato per le creature celestiali, le quali la usarono per scappare dal paradiso attaccato da Orochi, ignaro dello spirito demoniaco imprigionato nell'arca che uccise tutti facendo cadere l'arca sulla terra. Amaterasu sconfigge finalmente Yami, l'ultimo demone che controllava tutti gli spiriti demoniaci e libera l'arca ed il Giappone da questi per sempre. Completata la sua missione Amaterasu parte insieme a Waka per ritornare nei piani Celestiali.

## Modalità di gioco
In Ōkami il giocatore controlla il protagonista, Amaterasu, ovvero il kami del sole secondo lo shintoismo, in un ambiente simile ad una xilografia con colori ad acqua che ricorda un'illustrazione giapponese animata fatta ad inchiostro. L'esperienza di gioco è un insieme di azione, gioco a piattaforme e puzzle, si nota leggendo alcune recensioni la presenza di alcune similitudini con il gameplay della serie The Legend of Zelda, influenza che anche l'ideatore del gioco, Hideki Kamiya, ha confermato.
La storia è principalmente lineare, guidata grazie all'aiuto della guida di Amaterasu: Issun, attraverso numerosi obiettivi secondari e attività opzionali che permettono al giocatore di esplorare il territorio e dare il giusto ritmo al gioco. Dopo aver completato un obiettivo o aver eseguito delle piccole attività (come far fiorire gli alberi o dare del cibo agli animali), Amaterasu guadagna delle sfere della fede che possono essere utilizzate per aumentare varie statistiche del personaggio, come l'ammontare della vita o i cerchi disponibili per il pennello celestiale.
I combattimenti sono organizzati in un'area virtuale, dove Amaterasu può sconfiggere i nemici usando una combinazione di armi, tecniche di combattimento e l'ausilio del pennello celestiale. Alla fine dello scontro, Amaterasu guadagna denaro, con possibili bonus, che può essere speso in numerosi oggetti comprati dai mercanti sparsi per il territorio, tra cui oggetti curativi, armi migliori, strumenti, tecniche di combattimento nel dojo ed oggetti chiave necessari per completare alcune missioni. Inoltre, anche i denti di demone possono essere raccolti negli scontri, scambiabili per oggetti unici non necessari per completare il gioco. Le armi usate, suddivise in specchi riflettori, rosari e spade, possono essere equipaggiate come arma principale o secondaria ed usate insieme ad altri attacchi che Amaterasu può imparare attraverso il gioco nel dojo.

### Pennello Celestiale
Una caratteristica particolare di Ōkami è il pennello celestiale. Il giocatore può mettere il gioco in pausa e richiamare un foglio di carta di riso dove il giocatore disegna nello schermo usando lo stick analogico sinistro del DualShock 2 o il telecomando Wii. Per esempio è possibile creare un forte vento disegnando una spirale, dividere i nemici disegnando una linea su di loro o creare ponti. Queste tecniche vengono imparate durante il gioco, dopo aver completato delle costellazioni ed aver liberato i rispettivi dei del pennello celestiale dalla loro prigionia.

## Personaggi
Il giocatore controlla Ōkami Amaterasu, la dea del sole sotto forma di lupo bianco. Mentre nelle versioni giapponese ed europea Amaterasu è di genere femminile, nella versione distribuita in Nord America il suo genere non è specificato; alcuni personaggi comunque si riferiscono ad Amaterasu sia al femminile che al maschile, ma nessuno dei due viene mostrato come corretto o no. Quando Amaterasu ha il potere del Pennello Celestiale è un lupo bianco ricoperto da segni rossi, con delle spalle formate da uno schizzo di pennello e con un'arma equipaggiata sulla schiena.
La maggior parte dei personaggi umani nel gioco vedono Amaterasu come un semplice lupo bianco ed alcuni pensano che sia la reincarnazione di Shiranui (il lupo bianco che sconfisse Orochi 100 anni prima rispetto al presente), e non riconoscono la natura divina di Amaterasu. Issun, un arrogante e minuscolo "artista vagabondo" che ricerca le 13 tecniche del pennello celestiale per lui stesso, accompagna Amaterasu, che lui chiama "Ammy" o "furball" (palla di pelo) e lo aiuta come guida e come sostegno morale.
Nel gioco non è presente un solo antagonista, ma ci sono due personaggi che appaiono spesso durante il gioco. Waka, un ragazzo suonatore il flauto, che riesce a riconoscere la natura divina di Amaterasu, la aiuta negli scontri e qualche volta le predice il futuro; i suoi dialoghi, contornati da sporadici termini francesi, trasmettono un senso di famigliarità ad Amaterasu, come se sapesse che Waka è più vecchio di quanto lui voglia apparire e che camminò con lei nei piani celestiali centinaia di anni fa.
L'altro è Orochi, il demone ad otto teste, è uno dei boss del gioco che il giocatore dovrà combattere molte volte, ha minacciato per molto tempo il villaggio Kamiki chiedendo il sacrificio di una giovane ragazza. Ogni testa è dotata del potere di un elemento magico, ma tutto il demone è suscettibile ad uno speciale sakè disponibile solo nel villaggio Kamiki, che permette ad Amaterasu di distruggerlo.
Durante l'avventura il giocatore incontra molti altri personaggi ispirati dal folklore giapponese, come Urashima Taro, un uomo che vive "fuori dal suo tempo". La storia di Kaguya, che ricorda il rapporto tra il tagliatore di bambù e la "bellezza di mezzanotte". L'avventura degli Hakkeneshi ed il casato Satomi, che descrive le vicissitudini degli Hakkenshi, guerrieri canini, simili a quelli presenti nel gioco. Shitakiri Suzume, una terribile donna che taglia la lingua ad un canarino; ed infine Issun Boushi, un piccolo avventuriero che grazie al Martello fortunato è in grado di cambiare forma.

## Sviluppo
Lo stile di Okami è ispirato dallo stile giapponese con colori ad acqua e dagli intagli negli alberi dello stile Ukiyo-e. In origine il gioco doveva presentare una grafica 3d più realistica, ma i Clover Studios optarono per il più colorato stile Sumi-e, trasmettendo in modo migliore l'associazione di Amaterasu alla natura e il suo processo di rigenerazione. Il cambiamento fu influenzato anche dall'impossibilità della PS2 di supportare la precedentemente proposta grafica 3D. Dopo che fu adottato lo stile ad acqua venne naturale l'idea del Pennello Celestiale. Atsushi Inaba, amministratore delegato dei Clover Studios disse "Appena ci fissammo con uno stile grafico ed iniziammo ad usare il pennello, pensammo: 'Non sarebbe fantastico se permettessimo al giocatore di partecipare a questo disegno invece di guardarlo e basta?' Ecco come l'idea del Pennello Celestiale è nata." Inizialmente tra i nemici dovevano figurare dei dinosauri, ma i disegnatori decisero di usare al loro posto dei personaggi simili a demoni.

## Accoglienza
La rivista ufficiale della Nintendo diede alla versione per Wii un punteggio di 9/10, trovandola una gigantesca avventura e un'esperienza sensoriale senza precedenti, consigliandola agli amanti della serie The Legend of Zelda e a chi conosceva bene l'inglese.